# Marguerite Abouet
Marguerite Abouet, född 1971, är en ivoriansk serieskapare, främst känd för sina berättelser om tonårsflickan Aya från Yopougon tecknad av Clément Oubrerie. För debutalbumet från 2005 tilldelades de båda 2006 års debutantpris vid seriefestivalen i Angoulême. 2013 kom den tecknade filmen Aya de Yopougon. Abouet bor sedan tolvårsåldern i Frankrike. 
För yngre barn har hon tillsammans med tecknaren Mathieu Sapin gjort flera seriealbum om Akissi. Det tredje albumet som översattes till svenska, Akissi och det flygande fåret, mottog 2018 Peter Pan-priset för bästa barn- eller ungdomsbok som översatts till svenska och skildrar en kultur som är mindre vanlig i svensk utgivning.